# روبة
روبة أو روفو دي بوليا (بالإيطالية: Ruvo di Puglia)‏ هي بلدة وبلدية في مقاطعة باري في إقليم بولية في جنوب إيطاليا.
قال فيها الادريسي: «ثم إلى ملبنت أربعة أميال ويروى ملفنت بالفاء ويقابلها في البر روبة وروبة مدينة متوسطة حسنة وبينها وبين البحر ستة أميال ومن ملفنت إلى بشتالية ويقابلها في البر قورات وبينها وبين البحر تسعة أميال.»

## السكان
في سنة 1861 بلغ عدد السكان 12٬227 نسمة، وتطور العدد ليصل في سنة 2011 لـ 25٬662 نسمة.
يظهر هذا المخطط البياني تطور النمو السكاني لـ روبة

## أعلام
- جيانلوكا باسيلي